# Ainabo
Ainabo, Caynabo ou Caynaba é uma cidade da região de Togdheer, Somália. Atualmente a cidade pertence a Somalilândia, uma república auto-proclamada independente que surgiu no norte da Somália em 1991.
- Latitude: 8° 57' 0" Norte
- Longitude: 46° 26' 0" Leste
- Altitude: 765 metros